# Lachapelle, Somme
Lachapelle là một xã ở tỉnh Somme, vùng Hauts-de-France, Pháp.

## Địa lý
Thị trấn có rừng bao quanh, bên bờ sông Poix, tại giao lộ của các đường D919 và đường D266, khoảng 20 dặm Anh về phía tây nam của Amiens.

## Dân số
| 1962                                                           | 1968 | 1975 | 1982 | 1990 | 1999 |
| -------------------------------------------------------------- | ---- | ---- | ---- | ---- | ---- |
| 42                                                             | 47   | 53   | 48   | 42   | 51   |
| Số liệu điều tra dân số từ năm 1962, dân số không tính hai lần |      |      |      |      |      |